# Ахткёпфигерталер
Ахткёпфигерталер (нем. Achtköpfigertaler) — разновидность семейного рейхсталера 1723 года герцогства Саксен-Гота-Альтенбург. Своё название получил из-за изображения правящего герцога Фридриха II (1691—1732) на аверсе и его семи сыновей на реверсе. Изображения принцев Фридриха (1699—1772), Вильгельма (1701—1777), Иоганна Августа (1704—1767), Кристиана Вильгельма (1706—1748), Людвига Эрнста (1707—1763), Морица (1711—1777) и Иоганна Адольфа (1721—1799) расположены в овалах из пальмовых ветвей. В центре находится наследник престола, будущий герцог Фридрих III. Круговая надпись «SEPTENARIVS FRATRVM ET DVCVM SAXONIAE» обозначает «семь братьев и правителей Саксонии».
Круговая надпись на аверсе «FRIDERICVS II . D. G. DVX. SAXO=GOTHANVS» обозначает «Фридрих II, Божьей милостью правитель Саксен-Готы». Под портретом герцога расположены слова «CARI GENITORIS IMAGO», что в вольном переводе с латыни звучит как «Дорогие родителю лица». Непосредственно под портретом находится небольшая буква «K.». Она обозначает знак медальерного мастера Иоганна Кристиана Коха.
Ахткёпфигерталеры чеканили всего лишь один год. По своей сути они являлись рейхсталерами, которые согласно аугсбургскому монетному уставу должны были содержать 1⁄9 кёльнской марки чистого серебра. Это соответствовало 29,23 г серебра 889 пробы, или 25,98 г чистого серебра. Одновременно выпускали монеты с абсолютно идентичным изображением номиналом в 1½ талера.